# Tenis playa
El tenis playa, denominado internacionalmente beach tennis, es una modalidad deportiva surgida de la fusión entre los deportes de raqueta y los deportes de playa. Se disputa entre dos jugadores (individuales) o entre dos parejas (dobles), aunque la modalidad habitual es dobles. Se juega con una raqueta o pala y una pelota, la cual es sin presión. El juego consiste en pasar, por encima de la red (la red de este deporte mide 1,80 en varones y 1,70 en mujeres) la pelota y dentro de los límites marcados, una más que el rival.
El beach tennis nació en la década del 70 en Ravenna, Italia, aunque con reglas informales.
Desde allí, se expandió a otras regiones costeras de Europa y luego al mundo, con gran crecimiento en Brasil, Francia, España, y más adelante en Argentina y otros países latinoamericanos.
En países como Uruguay el deporte llegó de la mano de Rafael de Soto.
Este deporte se practica dentro de la Federación Internacional de Tenis desde el año 2008 con el Beach Tennis Tour, aunque también existe la Federación Internacional de Beach Tennis.
Jugadores destacados y referentes por país:
Alessandro Calbucci, Michele Capeletti, Giulia Gasparri (Italia), Rafa Miiller, André Baran, Vini Font (Brasil), Antonio Ramos Viera (España), Nicolás Gianotti (Francia), Ramon Guédez, Patricia Díaz (Venezuela), Aksel Samardzic, María  Buuts (Aruba), Maraike Biglmaier (Alemania), Renate Hinno (Estonia), Jesica Orselli, Alejandro Pardini (Argentina), Eri Homma, Satoshi (Japón), Francisca Zúñiga (Chile), Beatriz Rivera (Puerto Rico).

## Reglas de juego

### Medidas de la pista
El área de juego ha de  ser un rectángulo de 16 metros de largo por 8 metros de ancho, similar al de vóley playa. La pista está dividida en 2 partes o lados por la red. Dicha red se coloca a una altura de 1,80 m. en caballeros y 1.70 m. en damas. En individuales se modifica el ancho de la pista, pasando de 8 a 4,5 metros. La línea es siempre parte de la pista!

### Jugadores
Los jugadores deben estar el uno frente al otro: el jugador que comienza el punto es el denominado servidor y el otro -del equipo contrario- es el restador. El lado de la pista y el derecho a comenzar sirviendo o restando se determina antes de empezar el partido mediante un sorteo. El jugador que gana el sorteo, puede servir, recibir, escoger campo o proponer al contrincante que escoja.

### Desarrollo del juego
El servicio se realiza desde fuera de la pista. Si el servidor infringe esta regla, perderá el punto. Sólo hay un servicio por punto y libre de dirección y de posición al realizarlo. Se puede sacar por arriba -estilo tenis- o por abajo. En dobles mixtos, los hombres deben servir por abajo.
Si la bola contacta con la red, es una bola "viva". Significa que no se repite el servicio. Por tanto, si pasa se continuaría el punto y, en caso contrario, sería error del que sirve.
A cada jugador que sirve por primera vez en el partido se le permite hacer un servicio de prueba, aunque debe avisar al oponente.
Falta de saque
Se incurre en falta de saque cuando el jugador no consigue pasar la pelota al campo contrario o sale de los límites marcado por las cintas. También sería falta de saque, por ejemplo, si el jugador que saca invade la pista antes de darle a la bola.
Lado del servicio
El lado del servicio es libre y la dirección de la pelota también. Para el cambio de campo, éste se hará cuando el tanteo del partido, la suma de juegos, sea número impar o, al final del set. Los jugadores cambiarán después de 4 puntos en el tiebreak, jugándose como en el tenis a 7 puntos. Excepto, cuando se realiza un match - tiebreak (exsuper-tiebreak) que entonces será a 10 puntos.

### Puntuación
- Cuando una bola es enviada fuera de la zona de juego después de un impacto, resulta punto para el adversario.
- Si un jugador hace algo para distraer al oponente a propósito, mientras el oponente está ejecutando un golpe, pierde el punto.
- Consigues puntos cuando el adversario no devuelve la bola al campo contrario.
- No se puede tocar la bola mientras está en el campo contrario.

La puntuación es como el tenis convencional, exceptuando el punto siguiente al iguales-deuce, ya que en el tenis playa se disputa un único punto, denominado punto de oro. Quién lo gana se lleva el juego-game.
Decisiones oficiales
En los juegos en los que hay un árbitro presente sus decisiones son definitivas. Una bola no puede tocar los accesorios de la pista, como por ejemplo el palo de la red y rebotar dentro del campo (esta regla es del vóley playa y diferente del tenis).
Los partidos se pueden jugar sin árbitro, excepto en finales y torneos oficiales.
Duración del partido
Puede variar dependiendo del programa de la competición. Normalmente cuando el torneo dura un solo día se disputan sets a 6, 7 o 9 juegos, con tiebreak a 5-5, 6-6 u 8-8.  Siempre dependerá de la inscripción, los días y del juez árbitro. En competiciones internacionales acostumbra a disputarse partidos al mejor de tres sets, similar al tenis convencional. Excepto en el último set que se juega un super-tiebreak. 

### Materiales
- Las raquetas deben cumplir la normativa sobre longitud y grosores. Las raquetas de pádel no se recomiendan para la práctica del tenis playa, pues sus materiales están pensados para otra modalidad deportiva. Aunque, si cumplen con sus medidas, son aptas.
- Respecto a la vestimenta, es recomendable jugar con indumentaria completa. En torneos organizados por la Federación Internacional de Tennis (ITF) es obligatorio el uso de pantalones y camiseta siempre.
- La pelota es similar a la que se usa en tenis, pero con una presión especialmente baja.

### Jugadores destacados
Nicolas Gianotti(1 ITF) Francia
Mattia Spoto(1 ITF) Italia
AndreBaran(3 ITF) Brasil
NikitaBurmakin(3 ITF) Rusia
MicheleCappelletti(4 ITF) Italia
Antonio Miguel Ramos Viera(5ITF) España

### Marcas de raqueta destacadas
Kona
Heroes beach tennis
Ama Sport